# Мыншункыр
Мыншункыр (каз. Мыңшұңқыр, до 1999 г. — Кызылту) — село в Отырарском районе Туркестанской области Казахстана. Входит в состав Когамского сельского округа. Находится примерно в 6 км к северо-западу от районного центра, села Шаульдер. Код КАТО — 514841300.

## Население
В 1999 году население села составляло 489 человек (261 мужчина и 228 женщин). По данным переписи 2009 года, в селе проживало 558 человек (265 мужчин и 293 женщины).